# 卡特Kart
卡特（1996年5月19日—），本名王中宏，出生於桃園市，現居台北市，畢業於國立臺北藝術大學新媒體藝術學系。台灣網路紅人、YouTuber，自稱飲料股長、地瓜股長。「見習網美小吳」的團隊成員之一，從2020年開始經營自己的YouTube個人頻道「卡特Kart」至今。

## 職業生涯
卡特曾是「見習網美小吳」團隊的成員之一，經常以「飲料股長」、「地瓜股長」自稱。
2020年，卡特曾創立個人YouTube頻道「卡特Kart」，內容多以日常生活與搞笑短片為主。該頻道於2021年曾突破10萬訂閱，並在2022年達成20萬訂閱的里程碑。
2025年，他在頻道「30萬辛辣Q&A」影片中提到，已經離開「見習網美小吳」團隊。

## 個人生活
2021年東京奧運期間，卡特曾發佈手繪圖文，分享觀看奧運比賽的心得與感觸，並公開為參賽選手們加油打氣。
2022年，因父親赴菲律賓出差，卡特一家已有兩個月未見。隨著疫苗覆蓋率提升及各國疫情趨緩，多數國家陸續放寬邊境管制，卡特分享了與家人一同飛往菲律賓探望父親的過程。
2024年，卡特與友人前往中國上海旅遊。入住飯店後，於隔日清晨約8點多，房門遭人頻繁敲擊與按鈴，隨後竟被開啟，讓卡特與友人感到驚慌。事後證實該行為為飯店人員所為。

## 軼事

### 疑似抄襲抖音網紅
2021年1月份，卡特日前發布了一則有關「哪個顏色衣服最顯黑？」的人體實測影片，卻被發現疑似抄襲抖音網紅萌叔的「活體比色卡」企劃。

### 團員惡整事件
2021年9月份，小吳上傳了一支惡整團隊成員「卡特」的內容（影片已下架），結果遭到網友認為是在霸凌。事後，小吳以及卡特也都發聲對此發表看法。

## 外部連結
- YouTube上的卡特Kart頻道
- 卡特Kart的Instagram帳戶